# Leonardo Pulcini
Leonardo Pulcini (ur. 25 czerwca 1998 w Rzymie) – włoski kierowca wyścigowy.

## Życiorys
Po startach w kartingu, Pulcini rozpoczął międzynarodową karierę w jednomiejscowych samochodach wyścigowych w 2014 roku od startów we  Włoskiej Formule 4, gdzie ośmiokrotnie stawał na podium. Zdobyte 187 punktów sklasyfikowały go na czwartym miejscu. W latach 2014–2016 Włoch startował w mistrzostwach Euroformula Open. W ostatnim sezonie startów wygrał w bolidzie ekipy Campos Racing siedem wyścigów i łącznie trzynastokrotnie stawał na podium. Uzbierane 303 punkty dały mu tytuł mistrza serii.

## Wyniki

### Podsumowanie
| Sezon | Seria                         | Zespół                                      | Wyścigi | Zwycięstwa | PP | NO | Podium | Punkty | Pozycja |
| ----- | ----------------------------- | ------------------------------------------- | ------- | ---------- | -- | -- | ------ | ------ | ------- |
| 2014  | Włoska Formuła 4              | Euronova Racing by Fortec Italia Motorsport | 21      | 0          | 0  | 1  | 8      | 187    | 4       |
| 2014  | Euroformula Open              | Euronova Racing by Fortec Italia Motorsport | 1       | 0          | 0  | 0  | 0      | 14     | 19      |
| 2015  | Auto GP                       | FMS Racing                                  | 2       | 0          | 0  | 0  | 1      | 27     | 5       |
| 2015  | Euroformula Open              | DAV Racing                                  | 15      | 1          | 0  | 0  | 2      | 91     | 9       |
| 2015  | ampeonato de España de F3     | DAV Racing                                  | 3       | 0          | 0  | 0  | 0      | 22     | 9       |
| 2016  | Euroformula Open Championship | Campos Racing                               | 16      | 7          | 3  | 8  | 13     | 303    | 1       |